# A pillanat emlékműve
A pillanant emlékműve a Bonanza Banzai negyedik stúdióalbuma, melyet magnókazettán 1991-ben, CD-n 1996-ban adtak ki. A zenét Hauber, Kovács és Menczel közösen jegyzik, a dalszöveg Kovács Ákos szerzeménye.

## Előadók
- Hauber Zsolt: szintetizátor, effektek
- Kovács Ákos: ének, vokál, gitár, zongora
- Menczel Gábor: szintetizátor, program

## Az album dalai
|     | Cím                                 | Hossz |
| --- | ----------------------------------- | ----- |
| 1.  | "Monumentum"                        | 3'37  |
| 2.  | "Apocalypse"                        | 4'03  |
| 3.  | "Rosszkedv (Ha százszor születnék)" | 4'04  |
| 4.  | "A szakadék"                        | 3'49  |
| 5.  | "Bonanza Pogo"                      | 4'13  |
| 6.  | "Wartime"                           | 4'19  |
| 7.  | "Vivienne"                          | 1'52  |
| 8.  | "Nincsen Magyarázat"                | 3'47  |
| 9.  | "1984 (Koncertfelvétel)"            | 5'01  |
| 10. | "Valami véget ért"                  | 4'55  |